# Павлово (Увинський район)
Па́влово (рос. Павлово) — присілок у складі Увинському районі Удмуртії, Росія.

## Населення
Населення — 26 осіб (2010; 28 в 2002).
Національний склад станом на 2002 рік:
- удмурти — 93 %

## Урбаноніми[3]
- вулиці — Центральна